# Jason Elam
Jason Elam (8 de março de 1970, Fort Walton Beach, Florida) é um ex-jogador de futebol americano que atuava como placekicker na National Football League. Ele foi draftado pelo Denver Broncos na terceira rodada do Draft de 1993 da NFL. Elam também jogou pelo Atlanta Falcons. 
Eleito três vezes para o Pro Bowl, Elam venceu dois Super Bowls com os Broncos. Ele foi um dos três jogadores (Tom Dempsey, Sebastian Janikowski e David Akers) a conseguir acertar um field goal longo de 63 jardas, a segunda melhor marca da história da NFL.